# Enigma (film 2001)
Enigma – dramat sensacyjno-wojenny z 2001 roku w reżyserii Michaela Apteda, na podstawie powieści Roberta Harrisa pod tym samym tytułem.
Film kręcono w Londynie, Milton Keynes, Devon, Borehamwood, Loughborough, Luton (Anglia), Amsterdamie (Holandia), Argyll, Oban (Szkocja, Wielka Brytania) oraz na terenie Holandii.

## Fabuła
II wojna światowa, Wielka Brytania. Wybitny matematyk Tom Jericho próbuje złamać niemiecki kod szyfrowy Enigmy. Jednocześnie jest pochłonięty poszukiwaniem swojej zaginionej ukochanej Claire. Pomaga mu jej przyjaciółka Hester. Centralnym motywem fabuły jest odkrycie masowych grobów ofiar zbrodni katyńskiej.

## Obsada
- Dougray Scott – Tom Jericho
- Kate Winslet – Hester Wallace
- Saffron Burrows – Claire Romilly
- Jeremy Northam – p. Wigram
- Nikolaj Coster-Waldau – Józef „Puck” Pukowski
- Tom Hollander – Logie
- Donald Sumpter(inne języki) – Leveret
- Matthew Macfadyen – Cave
- Corin Redgrave – admirał Trowbridge
- Nicholas Rowe(inne języki) – Villiers
- Edward Hardwicke – Heaviside
- Martin Glyn Murray(inne języki) – Oficer RAF

## Krytyka
Film spotkał się z krytyką (m.in. Normana Daviesa) z powodu niezgodności z prawdą historyczną.

## Informacje dodatkowe
- Mick Jagger posiadał oryginalny mechanizm kodujący Enigmę, który pożyczył na potrzeby filmu dla historycznej dokładności w konstruowaniu rekwizytów.
- Kiedy Hester Wallace odszyfrowuje listę z polskimi nazwiskami, kamera zatrzymuje się na nazwisku Zygalski. Henryk Zygalski był polskim matematykiem, pomagającym w odszyfrowaniu Enigmy (razem z Marianem Rejewskim i Jerzym Różyckim)
- Postać Thomasa Jericho była wzorowana na prawdziwym życiu kryptologa Alana Turinga.
- Uderzając ołówkiem o biurko, Tom wystukuje imię „Claire” alfabetem Morse’a.